# Jean-Marc Governatori
Jean-Marc Governatori , né le 28 décembre 1958 à Nice (Alpes-Maritimes), est un homme politique et essayiste français.
À partir de 1997, il est candidat à plusieurs élections législatives, élections européennes et scrutins locaux en Provence-Alpes-Côte d'Azur et en Île-de-France. Il tente également de se présenter aux élections présidentielles de 2007 et 2012. Il est depuis 2020 conseiller municipal d’opposition de Nice et membre du conseil communautaire de la Métropole Nice Côte d'Azur.
Après avoir été membre de l’UDF, il fonde et prend la présidence du parti La France d'en bas — devenue La France en action — en 2004 puis de l'Alliance écologiste indépendante en 2009. Il se présente à la primaire présidentielle de l'écologie de 2021, où il arrive en dernière position avec 2,35 % des voix. 

## Situation personnelle

### Origines et carrière
Fils de menuisier, Jean-Marc Governatori, après avoir été diplômé de l'École supérieure de commerce de Nice, a été directeur de magasins (Fly, Basika, Planet Wood) dans le Sud de la France. Il affirme avoir vendu ses affaires en 2000 et être un « gros contribuable », s'étant diversifié dans les secteurs tels que l’informatique, la communication, l’imprimerie, et l'immobilier.
Il est l’auteur d’ouvrages, publiés à compte d'auteur, sur les thématiques de l’écologie, de la protection des animaux, de la lutte contre la drogue et l'insécurité, de la défense des petits commerçants, des personnes handicapées. Certains de ses livres sont préfacés par des personnalités comme Albert Jacquard ou Philippe Desbrosses.

### Vie privée et familiale
Père de six enfants divorcé, Jean-Marc Governatori est végétarien et milite pour le bien-être animal. Il obtient l'une des meilleures notes de l’association L214 en matière de défense des animaux, avec 19,6 sur 20,.

## Parcours politique

### Premières candidatures électorales
Jean-Marc Governatori se présente comme divers droite aux élections législatives de 1997 dans la première circonscription des Alpes-Maritimes, où il obtient 4,6 % des voix. Après avoir adhéré en 2001 à l'Union pour la démocratie française, qu'il quitte au bout de deux mois, il est à nouveau candidat dans cette circonscription en 2002, où il termine avant-dernier avec une seule voix.
En novembre 2002, le Conseil constitutionnel constate des irrégularités dans ses comptes de campagne et le sanctionne à un an d'inéligibilité pour avoir réglé ses factures en dehors du délai légal. La juridiction indique notamment « qu'à l'expiration du délai légal pour déposer le compte de campagne, neuf factures délivrées par [trois] sociétés […], pour un montant total de 3 438,83 euros, et correspondant à des frais de propagande autres que ceux de la campagne officielle, avaient été acquittées par M. G. ; qu'à la suite des demandes de justificatifs que lui a adressées la Commission nationale des comptes de campagne et des financements politiques, l'intéressé a procédé au règlement de ces factures. ».

### La France d'en bas / La France en action
En 2004, il fonde La France d'en bas avec Francine Gomez, ancienne PDG de Waterman. Ce parti politique, dont il devient le président, entend représenter les « 60 millions de Français qui en ont ras le bol de la passivité des pouvoirs publics » et défendre « les handicapés, les petits patrons, l'écologie indépendante et la protection des animaux ». Aux élections européennes de la même année, ses listes obtiennent 1,5 % sur l'ensemble du territoire français. Le parti devient La France en action en mars 2005.
Jean-Marc Governatori cherche à être candidat à l'élection présidentielle de 2007. Ayant annoncé disposer de plus de 800 promesses de parrainage, il n'en obtient finalement que 11 sur les 500 requis,.
Au début de l’année 2007, Jean-Marc Governatori signe, avec notamment Corinne Lepage (Cap21) et France Gamerre (Génération écologie), le « pacte écologique » de Nicolas Hulot.
Au premier tour des élections législatives de 2007 dans la 1re circonscription des Alpes maritimes, il obtient 0,7 % des votes exprimés. Lors des élections européennes de 2009, tête de la liste Alliance écologiste indépendante (AEI) dans la circonscription Île-de-France, il réunit 3 % des suffrages exprimés. En 2010, il est candidat aux élections régionales en Île-de-France et recueille 1,4 % des voix.
En 2008, le député UMP Georges Fenech, président de la mission interministérielle de vigilance et de lutte contre les dérives sectaires, fait état de « liens existant entre certains des candidats de France en action et des organisations à caractère sectaire », « tels que Krishna, la Scientologie, le Mouvement raëlien ou encore Moon. » Jean-Marc Governatori répond : « Six de nos 960 candidats et suppléants avaient, à un moment donné de leur vie, été membres d'une organisation considérée sectaire. » Il considère que l'accusation du député Fenech a été préjudiciable à son mouvement quant à son score électoral et demande 10 millions d'euros de réparation. Georges Fenech est finalement relaxé pour « injure et diffamation en lien avec leur appartenance à une religion ».

### Dirigeant de l’Alliance écologiste indépendante

#### Fondation du parti
L'Alliance écologiste indépendante (AEI) est fondée en 2009 à la suite de l'alliance entre trois mouvements politiques : La France en action, Génération écologie et le Mouvement écologiste indépendant. Ses trois co-présidents sont alors Jean-Noël Debroise (président de Génération écologie), Jean-Marc Governatori et Antoine Waechter (président du Mouvement écologiste indépendant).

#### Élection présidentielle de 2012

Après avoir appelé à une candidature de Brigitte Bardot (photo) à l’élection présidentielle de 2012, Jean-Marc Governatori tente sans succès d’être lui-même candidat à ce scrutin.

Jean-Marc Governatori écrit en 2010 un courrier à Brigitte Bardot pour l'appeler à être candidate à l'élection présidentielle de 2012 : « il faut bien qu'une voix se lève pour défendre les animaux puisque tout le monde, à droite comme à gauche, s'en fout ! »,. Brigitte Bardot dit étudier la possibilité d’une candidature mais ne donne finalement pas une suite favorable.
En 2011, il annonce sa candidature à l'élection présidentielle « au-delà du clivage droite-gauche »,. En février 2012, il se lance dans une grève de la faim au pied du siège du Conseil supérieur de l'audiovisuel, pour protester contre l'inégalité d'accès aux médias des « petits candidats »,,. Il n’obtient finalement pas les parrainages requis pour se présenter. Aux élections législatives qui suivent, il se présente à nouveau dans la 1re circonscription des Alpes-Maritimes et obtient 0,7 % des suffrages exprimés.

#### Élections régionales de 2015 en PACA
Aux élections régionales de 2015, Jean-Marc Governatori se présente comme tête de la liste de l'AEI en Provence-Alpes-Côte d'Azur et obtient 4 % des suffrages au premier tour. Au second tour, sa liste appelle à voter pour celle de Christian Estrosi contre Marion Maréchal (FN). Cet appel crée une polémique car ce ralliement de dernière minute est lié à un marchandage de voix, Jean-Marc Governatori ayant négocié la présidence d'un futur « institut pour l'écologie et la qualité de la vie » devant être doté de 30 millions d'euros de subventions. L'institut ne voit cependant jamais le jour.

#### Élections européennes de 2019 et municipales de 2020
En 2019, alors qu'Europe Écologie Les Verts (EÉLV) intègre trois candidats de l'Alliance écologiste indépendante (Caroline Roose, Salima Yenbou et Ghislain Wysocinski) sur sa liste pour les élections européennes, il finance la liste « Alliance jaune, la révolte par le vote », une liste menée par Francis Lalanne qui se réclame du mouvement des Gilets jaunes et obtient le score de 0,54 % des suffrages exprimés.
Pour les élections municipales de 2020 à Nice, Jean-Marc Governatori est à la tête d’une liste « Nice écologique », qui, à l’issue du second tour, recueille 19,3 %, derrière la liste LR de Christian Estrosi (59,3 %) et celle du RN (21,4 %). Il est élu au conseil municipal et à la Métropole Nice Côte d'Azur.

### Cap écologie et élections régionales de 2021
Le 27 février 2021, Cap21 et l’Alliance écologiste indépendante fusionnent en un nouveau parti politique, Cap écologie (CE), dont Jean-Marc Governatori partage la co-présidence avec Corinne Lepage. En vue notamment des scrutins locaux de 2021, Cap écologie s’associe à Europe Écologie Les Verts, à Génération écologie et au Mouvement des progressistes au sein de la coalition Pôle écologiste.
Alors qu'il devait être tête de liste de cette alliance dans les Alpes-Maritimes aux élections régionales en Provence-Alpes-Côte d'Azur, Jean-Marc Governatori prend finalement la tête d’une liste autonome de Cap écologie en PACA, nommée « L'Écologie au centre », jugeant celle constituée par le Pôle écologiste trop orientée à gauche,,. Avant même le premier tour, il se dit prêt à une alliance, en vue du second tour, avec le président du conseil régional sortant, Renaud Muselier (LR), afin de battre le Rassemblement national.
La liste « L'Écologie au centre » arrive en quatrième position du premier tour, avec 5,28 % des suffrages exprimés. Si aucune fusion avec Muselier n’est finalement conclue, ce qui fait qu’aucun écologiste ne siégera au conseil régional, Jean-Marc Governatori obtient un accord avec le président sortant sur des mesures écologistes. Muselier le nomme ensuite à la présidence de l'Office régional environnemental,.

### Élection présidentielle de 2022

#### Primaire présidentielle de l'écologie

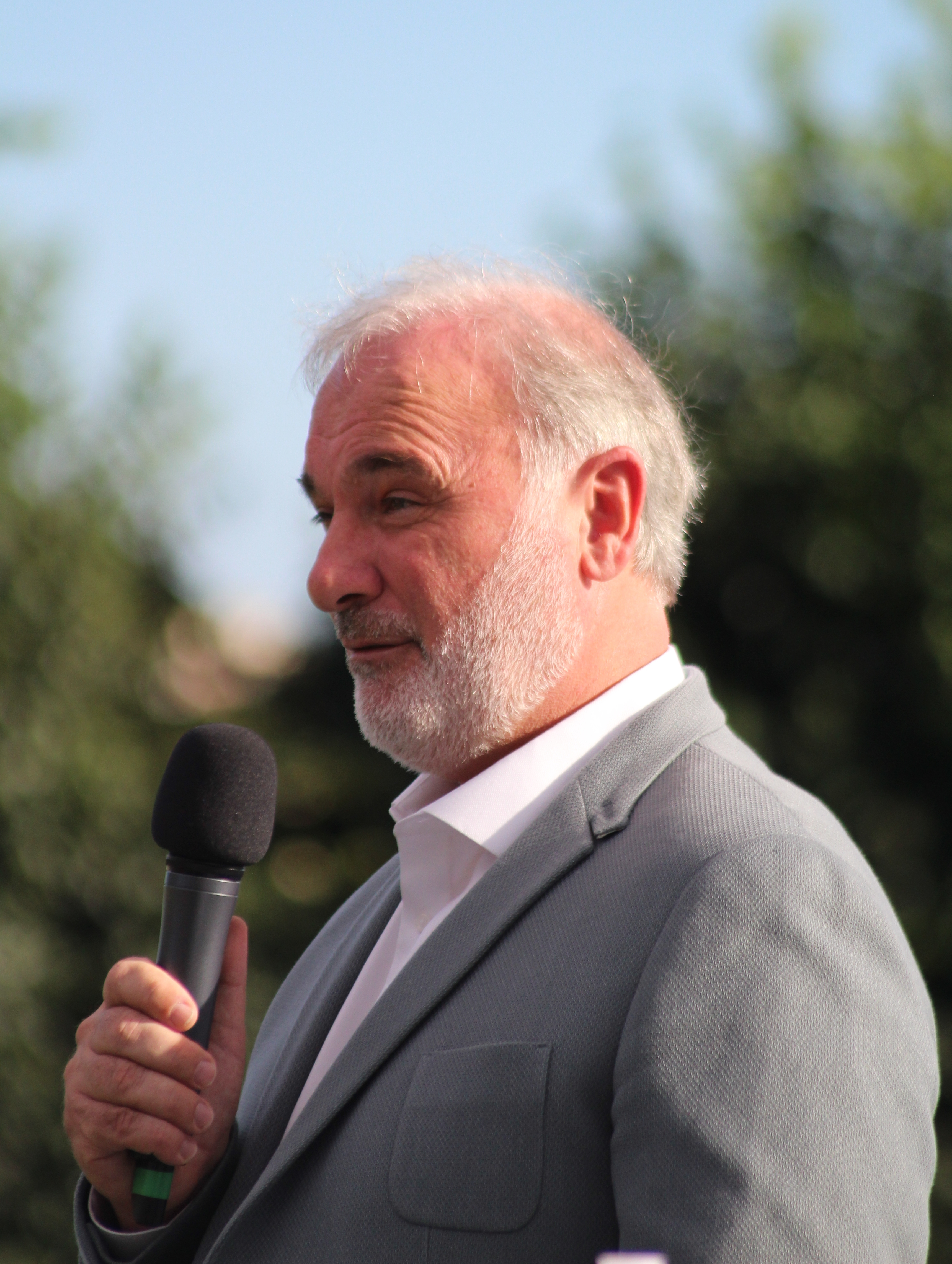
Jean-Marc Governatori aux journées d’été des écologistes de 2021.

Le 3 juillet 2021, Jean-Marc Governatori annonce sa candidature à la primaire présidentielle de l'écologie organisée par le Pôle écologiste, entendant défendre « l'écologie au centre ». Son programme repose en particulier sur la « potagérisation » du pays, le développement des systèmes d’échange locaux, l’éducation à la santé, la rénovation énergétique et la sortie du « présidentialisme ». Il milite pour la réduction de la consommation de viandes et la conversion totale des surfaces agricoles en bio,,.
Mais Corinne Lepage, présidente-fondatrice de Cap21 et co-présidente de Cap écologie ayant été exclue du Pôle écologiste, il n’obtient pas les parrainages lui permettant d’être candidat,. Il dénonce alors une manœuvre de EELV pour écarter sa candidature car incompatible avec l'union de la gauche et car mettant en avant « les idées de la République et de la laïcité »,. Le 29 juillet, le tribunal judiciaire de Bobigny enjoint aux instances organisatrices de réintégrer Corinne Lepage dans ses attributions, ce qui apporte à Jean-Marc Governatori les parrainages nécessaires pour sa participation à la primaire,. Le tribunal condamne également l’association organisatrice à verser une indemnité de 2 000 euros à Governatori et à l’AEI,.
Attaqué pour ses positions contre la vaccination obligatoire contre la Covid-19, il indique qu’il n’est « absolument pas anti-vaccin, mais totalement opposé à la vaccination obligatoire et au passe sanitaire »,,. Qualifié par la presse d’« électron libre de l’écologie », il se différencie de ses concurrents en s'opposant au « fléau » des voitures électriques ainsi qu’à la légalisation du cannabis,. Il se dit par ailleurs contre le droit au blasphème, invoquant le fait qu'il s'agisse non pas d'un droit mais d'une insulte. Il s'oppose radicalement aux positions de Sandrine Rousseau admettant qu'il y a des différences entre une écologie au centre et les positions de la « gauche, gauche, gauche ! ».
Il finit cinquième et dernier du premier tour de la primaire avec 2,35 % des voix. Tout en apportant son soutien à Yannick Jadot en vue du second tour, il dénonce un vote « vicié » et en conteste les résultats, estimant qu’il est « impossible » qu’il n’ait « obtenu que 2 500 voix », ajoutant : « Il s'est passé quelque chose avant le dépouillement. Il n'est pas concevable que je n'aie obtenu que 2500 voix, alors que j'en ai eu près de 61.000 aux élections régionales. Cela représente à peine plus de 25 bulletins par département. »,. Le 1er décembre 2021, il assigne une nouvelle fois en justice l'association Union pour l'écologie, faisant état d’un scrutin qui « n'a pas été régulier » et de son résultat « anormalement bas ». À Nice, il réédite ses accusations à la remise d'un rapport sur la COP27 . Le 24 avril 2023, le tribunal judiciaire de Bobigny ordonne une expertise, à la suite d'une faille de sécurité révélée le 17 septembre 2021 par une responsable d’Europe Écologie Les Verts, dans le journal Libération.[citation nécessaire] La direction déclare avoir demandé au prestataire de « faire un tri pour voir s’il y avait des cas suspicieux ».

#### Annonce de candidature à l'élection présidentielle
Il se déclare candidat à la présidentielle en janvier 2022, ne reconnaissant pas son résultat à la primaire écologiste, qu’il continue à estimer « impossible », et critiquant le début de campagne de Yannick Jadot.

### Élections législatives de 2022
Aux élections législatives de 2022, Jean-Marc Governatori se présente dans la 3e circonscription du Finistère, sous l'étiquette « L'Écologie au centre ». Il termine sixième avec 2,6 % des voix.

### Création de l'Écologie au centre

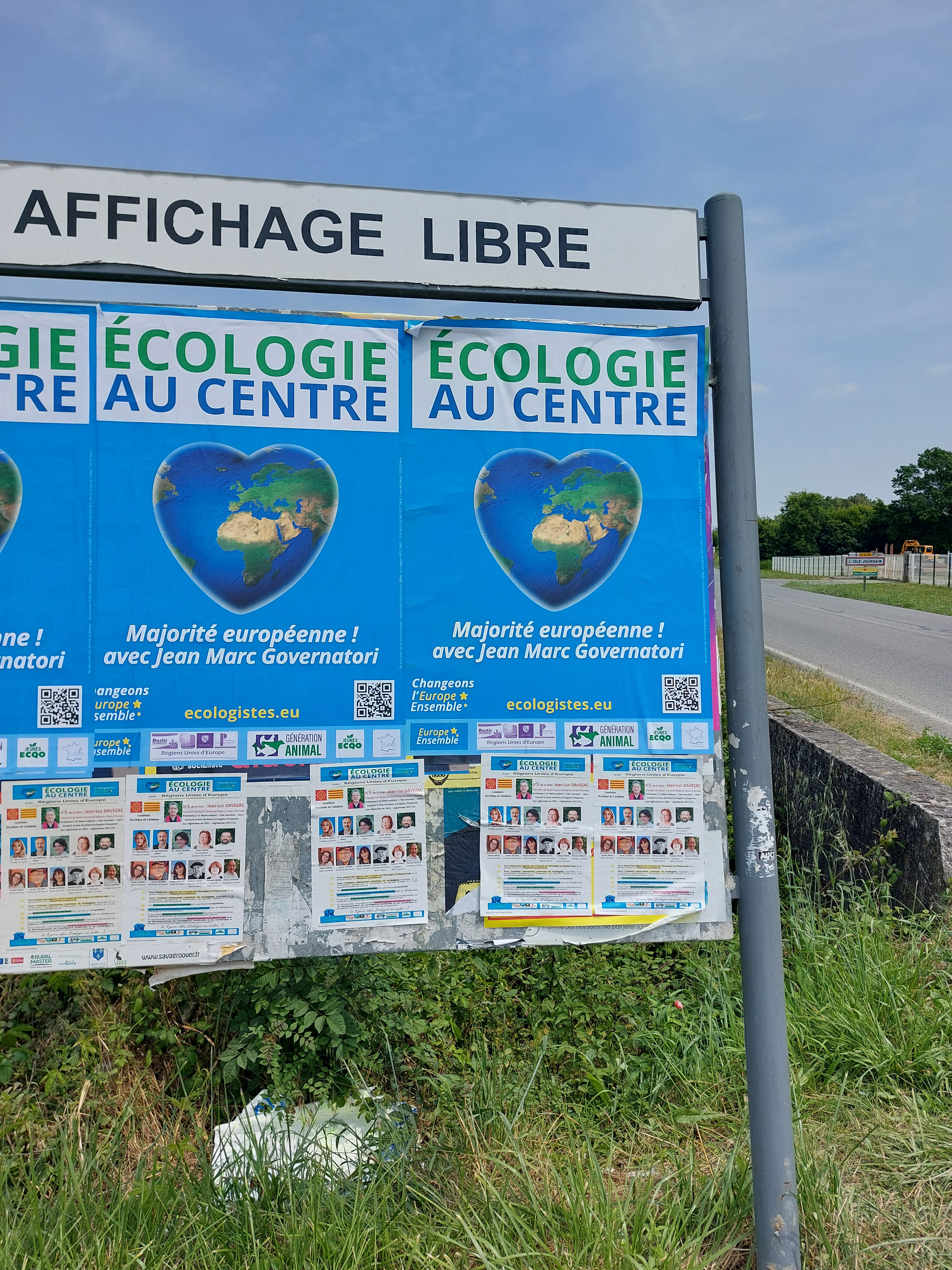
Affichage en Occitanie pour la liste "Écologie au centre" aux élections européenne de juin 2024

Lors de la campagne pour les élections législatives de 2022, la création de la NUPES met au jour des fractures au sein des partis écologiques. Jugeant la NUPES trop à gauche et n'acceptant pas le résultat de la primaire de l'écologie, Jean-Marc Governatori initie « un mouvement centré sur l’écologie et qui évidemment n’entre pas dans le diktat de Mélenchon et de la NUPES »,,. Jean-Marc Governatori crée alors un nouveau parti opposé à la NUPES, « L'Écologie au centre » qui se définit comme étant dans « une mouvance écologique et centriste »,,.
En novembre 2022, lors de sa venue à la COP 27, il démontre combien il est difficile de se passer de l'avion en mettant, par des moyens alternatifs, une semaine au lieu de quatre heures pour arriver à Charm el-Cheikh. À son arrivée à la mairie de Nice, il remet un rapport sur les systèmes d’échanges locaux (Sel).
Il mène la liste de L'Écologie au centre aux élections européennes de 2024.

## Synthèse des résultats électoraux

### Primaire de l’écologie
| Année | Parti | Parti | 1er tour | 1er tour | 1er tour |
| Année | Parti | Parti | Voix     | %        | Rang     |
| ----- | ----- | ----- | -------- | -------- | -------- |
| 2021  |       | CÉ    | 2 501    | 2,35     | 5e       |

### Élections législatives
| Année | Parti          | Parti                 | Circonscription         | 1er tour | 1er tour | Issue   |
| Année | Parti          | Parti                 | Circonscription         | %        | Rang     | Issue   |
| ----- | -------------- | --------------------- | ----------------------- | -------- | -------- | ------- |
| 1997  |                | DVD                   | 1re des Alpes-Maritimes | 4,59     | 5e       | Éliminé |
| 2002  | 0,00           | DVD                   | 1re des Alpes-Maritimes | 18e      |          | Éliminé |
| 2007  |                | FEA                   | 1re des Alpes-Maritimes | 0,74     | 13e      | Éliminé |
| 2012  | AEI            | 0,71                  | 1re des Alpes-Maritimes | 8e       |          | Éliminé |
| 2017  | Mouvement 100% | 11e de Seine-et-Marne | 1,80                    | 7e       |          | Éliminé |
| 2022  | ÉAC            | 3e du Finistère       | 2,64                    | 6e       |          | Éliminé |
| 2024  | ÉAC            | 2e du Bas-Rhin        | 1,40                    | 6e       |          | Éliminé |

### Élections européennes
Les résultats ci-dessous concernent uniquement les élections où il est tête de liste.
| Année | Liste | Liste         | Circonscription | %    | Rang   | Sièges obtenus |
| ----- | ----- | ------------- | --------------- | ---- | ------ | -------------- |
| 2004  |       | FEA           | Sud-Est         | 1,64 | 11e    | 0 / 13         |
| 2009  | AEI   | Île-de-France | 2,97            | 9e   | 0 / 13 |                |
| 2014  | AEI   | Île-de-France | 1,74            | 11e  | 0 / 15 |                |
| 2024  | ÉAC   | France        | 1,28            | 11e  | 0 / 81 |                |

### Élections régionales
Les résultats ci-dessous concernent uniquement les élections où il est tête de liste.
| Année | Liste                      | Liste | Région        | 1er tour | 1er tour | Sièges obtenus |
| Année | Liste                      | Liste | Région        | %        | Rang     | Sièges obtenus |
| ----- | -------------------------- | ----- | ------------- | -------- | -------- | -------------- |
| 2010  |                            | AEI   | Île-de-France | 1,40     | 9e       | 0 / 209        |
| 2015  | Provence-Alpes-Côte d'Azur | AEI   | 4,05          | 5e       | 0 / 123  |                |
| 2021  | Provence-Alpes-Côte d'Azur | CÉ    | 5,28          | 4e       | 0 / 123  |                |

### Élections municipales
Les résultats ci-dessous concernent uniquement les élections où il est tête de liste.
| Année | Parti | Parti | Commune | 1er tour | 1er tour | 2d tour | 2d tour | Sièges obtenus | Sièges obtenus |
| Année | Parti | Parti | Commune | %        | Rang     | %       | Rang    | CM             | MNCA           |
| ----- | ----- | ----- | ------- | -------- | -------- | ------- | ------- | -------------- | -------------- |
| 2020  |       | AEI   | Nice    | 11,30    | 3e       | 19,30   | 3e      | 6 / 69         | 6 / 65         |

## Ouvrages
- France éclairée :  projet pour un pays heureux, Ed. À suivre, 1992 (ISBN 978-2-9507159-0-6, BNF 35614003).
- Les solutions sont pourtant simples et réalistes..., Nice, chez l'auteur, 1995, 156 p. (BNF 35778640).
- J'ai trouvé quatre emplois en deux jours : constaté par un huissier, Chatou, Carnot, 2004, 80 p. (ISBN 978-2-84855-071-8, BNF 39175590)
- avec Bérengère Arnal-Schnébelen, Vers une santé totale : témoignages, solutions, résultats, Paris, Le Courrier du livre, impr. 2007, 2007, 126 p. (ISBN 978-2-7029-0608-8, BNF 41013491).
- Vivre, c'est possible : 207 propositions pour une nouvelle société, Paris, Le Courrier du livre, 2006, 273 p. (ISBN 978-2-7029-0608-8, BNF 40172213).
- avec la participation de Philippe Desbrosses, Patrick Baronnet, Pierre Gevaert, François Plassard et Georges Toutain (préf. Albert Jacquard), Politique écologique = plein emploi, Genève-Bernex ; Saint-Julien-en-Genevois, Jouvence Éditions, coll. « Savoir et agir pour ce siècle », 2007, 191 p. (ISBN 978-2-88353-589-3, BNF 41005457).
- Doubler son pouvoir d'achat, c'est possible :  toutes les solutions pour dépenser moins en consommant mieux (préf. Albert Jacquard, postface Francis Lalanne), Paris, Le Courrier du livre, 2008, 211 p. (ISBN 978-2-7029-0681-1, BNF 41384047).
- 7 milliards d'affamés insolvables ou 7 milliards de responsables sereins ? : résoudre la crise, c'est possible, Cergy, ILV Éditions, 2011, 93 p. (ISBN 978-2-35209-482-1, BNF 42596181).
- L'écologie, un diamant à 8 facettes (préf. Albert Jacquard), Gap, Y. Michel, coll. « Société civile », 2012, 215 p. (ISBN 978-2-36429-021-1, BNF 42648257).
- Les Quatre Solutions à la crise, Éditions In Libro Veritas, 2012, 80 p. (ISBN 978-2-35209-517-0).
- Un autre monde est possible, indispensable, Paris, In Libro Veritas, 2012, 47 p. (ISBN 978-2-35209-546-0).
- Zéro chômage c'est possible !, chez l'auteur, 2013, 53 p. (ISBN 978-2-35209-648-1, BNF 43591501).
- 8 nourritures 100 ans de vitalité, Margaux, Éditions Libre label, 2016, 159 p. (ISBN 978-2-36128-329-2, BNF 45180793).